# 西日本セキュリティコンソーシアム
西日本セキュリティコンソーシアム（にしにほんセキュリティコンソーシアム）は、任意団体である。 近畿・中国・四国・九州の各地を活動の本拠地としている大手企業の情報システム子会社が、相互に情報や技術を補完しあいながら、それぞれの顧客や地域システムインテグレーターに向けて、有効な提案を実現するために構成されたコンソーシアムである。

## 沿革
- 2004年5月 発足（7社）
- 2004年5月 追加参加（8社）
- 2005年4月 追加参加（9社）
- 2005年5月 追加参加（10社）
- 2005年9月 追加参加（11社）
- 2005年10月 追加参加（12社）
- 2006年9月 追加参加（13社）
- 2007年12月 再構成（10社）

2003年の下期、宝ネットワークシステム、インフォコムの情報セキュリティを担当していた担当者が発案。各地域での活動企業への呼びかけを開始し2004年5月に発足。

## 参加企業（カッコ内は地域、親会社）
- インフォコム（大阪：帝人）
- エス・シー・ラボ（岡山：両備システムズ）
- STNet（高松：四国電力）
- エネルギア・コミュニケーションズ（広島：中国電力）
- オージス総研（大阪：大阪ガス）
- さくらケーシーエス（神戸：三井住友銀行）
- 関電システムソリューションズ（大阪：関西電力）
- 九電ビジネスソリューションズ（福岡：九州電力）
- マクセルソフトエンジニアリング（大阪：日立マクセル）
- パナソニック電工インフォメーションシステムズ（大阪：パナソニック電工）

## コンソーシアムの目的
- 顧客満足度向上
- 参加企業の利益向上
- 企業間交流による企業文化向上

## 活動内容
- オリジナルのセミナー/展示会開催
- 月例会議を参加企業で持ち回り開催
- 独自のML